# مايكل ستيل
ستيفن مايكل ستيل (Michael Stephen Steele) (من مواليد 19 أكتوبر 1958) هو شخصية سياسية اميركية، وهي تشغل حاليا منصب رئيس اللجنة الوطنية للحزب الجمهوري. وهو أول أمريكي من أصل أفريقي لتولي رئاسة اللجنة الوطنية للحزب الجمهورى، والثانية لرئاسة الولايات المتحدة الكبرى، إما للجنة الوطنية للحزب بعد أن رون براون، الذي ترأس اللجنة القومية للحزب الديمقراطي. [2] ستيل أيضا أول أمريكي من أصل أفريقي للخدمة في الدولة على نطاق واسع في ولاية ماريلاند، ونائب حاكم ولاية ماريلاند في الفترة من 2003 إلى 2007، حيث ترأس فريق عمل المشاريع التجارية الأقليات، وسعى سعيا حثيثا توسيع سياسات العمل الإيجابي في عالم الشركات. وكان أول الجمهوري وانتخب عضوا في المكتب.
في الفترة من 2003 إلى 2005، وقال اللفتنانت ستيل برادلي من حاكم ولاية أوهايو وكانت أعلى رتبة المنتخبين السود الجمهوريين في الولايات المتحدة. ستيل هذا التمييز المنفرد الذي عقد في الفترة من 2005 إلى 2007 بعد أن استقال من منصبه ليصبح برادلي أوهايو خزانة الدولة. ستيل يتعارض ميريلاند لمقعد مجلس الشيوخ في الولايات المتحدة ستشغرها السناتور بول اعتزاله، لكنه خسر انتخابات عام 2006 لبن Cardin الديموقراطي. ستيل، ثم رئيسا للGOPAC وعملت كشريك في مكتب المحاماة ديوي & وبوف. ستيل «المحافظة ماليا واجتماعيا شاملا» مجلس قيادة الجمهوريين في عام 1993 لكنه ترك في عام 2008.

## النشأة
ستيفن مايكل ستيل ولدت في 19 أكتوبر 1958 في قاعدة أندروز الجوية في برنس جورج 'sبلدة، وميريلاند، واعتمد ([6])، ويليام ستيل Maebell. وتوفي في عام 1962 ويليام من إدمان الكحول المرتبطة أمراض الكبد، وتزوج لاحقا جون تيرنر، وهو سائق شاحنة. مايكل وأخته مونيكا تيرنر، وأثيرت في حي شمال غرب واشنطن العاصمة ستيل التي وصفها بأنها صغيرة ومستقرة ومتكاملة للمجتمع عنصري عازلة له من بعض المشاكل في أي مكان آخر في المدينة. Maebell تيرنر ولدت في عائلة المزارعة في جنوب كارولينا الجنوبية ويعمل مستشارا لرفع الغسالة أطفالها. ستيل أخت مونيكا المتزوجات والمطلقات في وقت لاحق من السابق في الملاكمة للوزن الثقيل مايك تايسون بطل العالم
كارول ستيل حضر رئيس اساقفة الروم الكاثوليك في مدرسة ثانوية في واشنطن العاصمة وفي حين كارول، شارك في نادي الغبطة، وجمعية الشرف الوطني والعديد من المدارس عن إنتاج الدراما. وخلال زيارته كبار سنة، انتخب طالب رئيس المجلس.
ستيل حصل على منحة دراسية لجامعة جونز هوبكنز في بالتيمور. في السنة الأولى، انتخب الرئيس من الدرجة وهو أيضا عضو في فريق المبارزة. وفقا لستيل، ناضل أكاديميا، وهو يعزو ذلك جزئيا إلى النشط في الحياة الاجتماعية، بينما تسعى كبرى في علم الأحياء؛ كان ما يقرب من طرد من الجامعة في نهاية السنة الدراسية الأولى. بعد حصوله على ألف في فصول الصيف في جامعة جورج واشنطن، وكان ستيل السماح لها بالاستمرار في جونز هوبكنز، وحصل على درجة البكالوريوس في العلاقات الدولية في عام 1981.
بعد تخرجه، ستيل أمضى ثلاث سنوات في أحد اللاهوتي وسام القديس أوغسطين في إطار التحضير للكهنوت. دخلال رهبان حلقة دراسية في جامعة فيلانوفا في بنسلفانيا (12) ونتيجة لاللاهوتي، ويدرس الطالب الجامعي الجديد من تاريخ العالم وكبار الاقتصاد لمدة سنة واحدة في Malvern التحضيرية مدرسة في بنسلفانيا (13)، لكنها تركت المدرسة قبل اتخاذ التعهد.
ستيل يستمع خلال آنذاك ونائب الرئيس ديك تشيني، الذي ألقاه في الاحتفال السنوي الثاني لمؤتمر القمة الأفريقي القيادة الاميركية في واشنطن العاصمة، الأربعاء، 28 أبريل، ثم دخلت 2004.Steele مركز القانون بجامعة جورجتاون، وحصل على درجة دكتوراة في عام 1991. وشغل منصب والأوراق المالية للشركات المنتسبة في واشنطن العاصمة في مكتب كليري، وغوتليب، ستين & هاملتون. في الفترة من 1991 إلى 1997، ستيل المتخصصة في الاستثمارات المالية في وول ستريت لالمؤمنين، قال كليري العاملة في طوكيو، اليابان للمكاتب الرئيسية والتركيز على المسؤولية عن المنتجات والتقاضي في مكتب لندن على الشركات. ستيل ترك للمحاماة وأسست مجموعة ستيل، والأعمال التجارية والقانونية والاستشارية. وقال تقرير لصحيفة نيويورك تايمز ان ستيل على شهادة في القانون من الليل، وأنه، رغم أنه فشل في الامتحان ميريلاند العارضة، ثم اجتاز الامتحان بنسلفانيا. كما ان الاستشارات التجارية «التي تحققت حتى القليل من المال انه تقريبا فقد منزله.»

## التنمية السياسية
وكانت والدة ستيل الأرملة الغسالة الذي كان يعمل لحساب الحد الأدنى للأجور. بعد وفاة والد مايكل، والدة ستيل تجاهل صديقاتها 'تناشد تقديم طلب للحصول على المساعدة العامة، في وقت لاحق قال مايكل' لم أكن أرغب في الحكومة لجمع أولادي. ستيل نشأ في الديمقراطية المنزلية، ولكن عندما كان شابا انه انتقل إلى الحزب الجمهوري.
بعد انضمامه إلى الحزب الجمهوري ستيل أصبح رئيسا للبرنس جورج 'sالجمهوري للجنة المركزية للبلدة. كان عضوا مؤسسا في الوسط المحافظ ماليا واجتماعيا ويشمل مجلس قيادة الجمهوريين في عام 1993 لكنه ترك في عام 2008 مشيرا إلى الخلافات حول تأييد المرشحين الأولية (3)، على الرغم من يحطون من أن رحيله كان جهدا سياسيا ملائما لتعزيز فرصه في أن يصبح RNC كرسي [15] وفي عام 1995، اختار الحزب الجمهوري في ولاية ماريلاند عنه الدولة ميريلاند الجمهوري رجل العام. وعمل في العديد من الحملات السياسية، وكان المندوب المناوب لعام 1996 عقد المؤتمر الوطني الجمهوري في سان دييغو و2000 مندوب لدى المؤتمر الوطني الجمهوري في فيلادلفيا في نهاية المطاف أن اختار جورج بوش التذاكر.
في كانون الأول / ديسمبر 2000، ستيل رئيسا للحزب الجمهوري بولاية ميريلاند، ليصبح أول أمريكي من أصل أفريقي على الإطلاق في أن ينتخب رئيسا للدولة أي للحزب الجمهوري.
في عام 2005، وكان ستيل وهو زميل في معهد أسبن روديل في القيادة العامة، وحصل على جائزة بيتون - دوبوا جائزة المعهد لجهوده المتواصلة في إدخال تحسينات على نوعية التعليم في ولاية ماريلاند. [16]

## نائب حاكم ولاية ماريلاند
ستيل ويشاهد شريط فيديو، ويناقش Seaduck البحث مع إدوارد Lohnes (إلى اليسار) والدكتور جيم ماثيو بيري (الحق). وفي عام 2002، ثم بين الكونغرس روبرت ستيل إيرليك اختيار المرشح نائبا له، والمرشح لنائب الحاكم في الحملة ضد الحزب الديمقراطي كاثلين كينيدي تاونسند، الذي كان آنذاك نائب الحاكم في ظل حاكم Glendening باريس. ستيل استقال من رئاسة الحزب الجمهوري في ولاية ماريلاند لحملة بدوام كامل. في تأييد تاونسند بالتيمور صن اشاد نائبها، R. تشارلز لارسون، لتجارب وخبرات، واضاف: «على النقيض من ذلك، قال السيد إيرليك لخوض الانتخابات، ودولة رئيس الحزب الجمهوري مايكل ستيل س، ليرتفع قليلا ولكن الفريق لون بشرته.»
أيلول / سبتمبر في الانتخابات التمهيدية، وإيرليك ستيل ليس لديها جدية المعارضة. في الانتخابات العامة في تشرين الثاني / نوفمبر 2002، على الرغم من ولاية ماريلاند تقليديا صوتا والديمقراطية لم انتخب حاكما جمهوريا في ما يقرب من 40 عاما، تاونسند حملة يشوبه مشاكل مع المحافظ المنتهية ولايته Glendening الشخصية في الحياة. فإن إيرليك - ستيل تذكرة فاز بنسبة 51 ٪ إلى 48 ٪.
ستيل أبرز الجهود المبذولة لإصلاح الإدارة إيرليك الدولة الأقليات المشاريع التجارية البرنامج إيرليك الحاكم ورئاسة لجنة جودة التعليم في ولاية ماريلاند. في حين يعارض عقوبة الإعدام، ستيل تعرضت للانتقاد لانها لم تقف بحزم ضد إيرليك دعم من العقاب، على الرغم من المطالبات من عدم المساواة العرقية في اداراتها. [18]
```
Oreo الكوكي الحادث 
```

بعد 26 سبتمبر 2002 ولائية المناقشة، التي وقعت دون الإبلاغ عن الحادث، وبول Schurick، إيرليك مدير الاتصالات، وادعى أن كاثلين كينيدي تاونسند حملة سلم Oreo الكوكيز إلى الجمهور. [19]) وبعد خمسة أيام من المناقشات، وقال إن ستيل واحد أو أكثر من هذه الملفات قد Oreo المدلفن على قدميه أثناء مناقشة اقتراح لمكافحة العنصرية في بيان له، أن من السود عن البيض، وخارج على الداخل مثل Oreo. وأضاف «ربما كان مجرد وجود شخص على وجبة خفيفة، ولكن كان هناك» ستيل. واضاف «إذا حدث عار عليها إذا كانت غير ناضجة والتي تهدد بها لي». في ذلك الوقت للمناقشة، Schurick لم يشر إلى أي حادث من هذا النوع، ولكن في تشرين الثاني / نوفمبر 2005 زعم «كانت السماء تمطر... وكانوا Oreos كثيف في الهواء مثل الجراد، كنت هناك، وكان حقيقيا. ' ر خفية.»[20]) في تشرين الثاني / نوفمبر 2005 وظهور Colmes، اتفق مع ستيل Hannity الكوكيز التي ألقيت عليه [21] نيل ديوك من بالتيمور NAACP، الذي أدار المناقشة، اشاد«متحمسة للجمهور»، وأشار إلى «سلوك ساخر» [19] ولكن لم أر مثل هذا السلوك. «كانت هناك بعض goofballs يجلس في [] الركن الأيمن باب القذف الكوكيز فيما بينها ويتصرف مثل طلبة بالسنة الثانية الجامعية، كما تقول الاسطورة؟» وقال ديوك. «ليس لدي أي سبب للشك في هذه المصادر؛ أنا فقط لا يرى ذلك». [20] [22] [23] مدير العمليات من المبنى حيث جرت مناقشة، وبعد ثلاث سنوات من مقابلة الحدث بالتيمور صن، مطالبة ستيل المتنازع عليها، وقال «كنت على التنظيف، ونحن لم تجد هذه الملفات أو أي شيء آخر غير طبيعية ولم تكن هناك القيت الكوكيز» [20] وبعض شهود العيان، بمن فيهم مراسل رويترز توم، وممثل المشروع 21 كيفن مارتن (25) وقال الكوكيز وسلم وقذف. شهود عيان آخرون لا صحة ستيل وSchurick مطالبة [26] [27]

## وطنية بارزة
ستيل حققت مكانة وطنية نظرا لمكانته بوصفه مؤسسة عامة المتكلمين، وكونه سياسيا ناجحا المحافظين الجمهوريين الأمريكيين من أصل أفريقي. وفي عام 2004 عقد المؤتمر الوطني الجمهوري، ستيل اعطى الجمهوري في مواجهة الديمقراطيين باراك أوباما في كلمة رئيسية، وأول ستيل وطنية كبرى التعرض. في نيسان / أبريل 2005، اختار الرئيس بوش ستيل واحدا من ثلاثة أعضاء من وفد الولايات المتحدة في تنصيب البابا بنديكتوس السادس عشر في احتفال جماعي في ساحة القديس بطرس في مدينة الفاتيكان. ستيل انضم حاكم فلوريدا جيب بوش وفرسان كولومبوس العليا فارس كارل اندرسون أ.. [28]
ستيل ظهر عدة مرات على HBO السياسية تظهر في الوقت الحقيقي مع بيل ماهر، الذي استضافته الكوميدي بيل ماهر. ظهر كوميدي سنترال حديث يظهر تقرير Colbert على 23 يناير 2007. [29] ستيل أيضا استضاف برنامج تلفزيوني الجمهوري المناقشة الأولية في بالتيمور بولاية ماريلاند يوم 27 سبتمبر 2007. [30]
ستيل صاغ عبارة «المثقاب المثقاب بيبي» عام 2008 خلال المؤتمر الوطني للحزب الجمهورى في ولاية مينيسوتا، حيث عززت الحفر البحرية كبديل عن الاعتماد على النفط الاجنبي